# حكومة كندا

شارة الحكومة الكندية

الحكومة الكندية (بالإنجليزية: Government of Canada)‏ أو رسميا حكومة صاحبة الجلالة (بالإنجليزية: Her Majesty's Government)‏ هي إدارة فدرالية في كندا. يقع مقرها في العاصمة الوطنية أوتاوا، أونتاريو. الرئيس الحالي للحكومة هو رئيس الوزراء جاستن ترودو، الذي ينتمي للحزب الليبرالي الكندي الفائز بأغلبية المقاعد في البرلمان الكندي في الانتخابات الفيدرالية الكندية سنة 2015.

## الملكية
وفقًا لقوانين الدستور لعامي 1867 و 1982، تعتبر كندا ملكية دستورية، حيث يكون دور السيادة الحاكمة قانونيًا وعمليًا، ولكن ليس سياسيًا. يُنظر إلى التاج على أنه شركة فردية، مع الملك، المخولة كما هو أو هي مع جميع سلطات الدولة، في مركز البناء الذي يتم فيه تقاسم سلطة الكل من قبل مؤسسات حكومية متعددة تعمل بموجب سلطة الملك. وبالتالي يشار إلى السلطة التنفيذية رسميًا باسم Queen-in-Council ؛ الهيئة التشريعية باعتبارها الملكة في البرلمان ؛ والمحاكم مثل الملكة على مقاعد البدلاء.
الموافقة الملكية مطلوبة لسن القوانين. كجزء من الامتياز الملكي، يمنح دليل التوقيع الملكي سلطة براءات الاختراع والأوامر في المجلس، على الرغم من أن سلطة هذه الأعمال تنبع من الشعب الكندي، ضمن الشروط التقليدية للملكية الدستورية، المشاركة المباشرة للسيادة في أي من مجالات الحكم هذه محدودة. وتشمل الصلاحيات الملكية أيضًا استدعاء وصلاحية وحل البرلمان للدعوة إلى انتخابات، ويمتد إلى الشؤون الخارجية، والتي تشمل: التفاوض والتصديق على المعاهدات والتحالفات والاتفاقيات الدولية وإعلانات الحرب؛ اعتماد الدبلوماسيين الكنديين واستلام الدبلوماسيين الأجانب؛ وإصدار جوازات السفر.
على الرغم من أن الشخص الذي هو ملك كندا (حاليًا الملكة إليزابيث الثانية) هو أيضًا ملك 15 دولة أخرى في دول الكومنولث، إلا أنه مع ذلك يحكم بشكل منفصل كملك أو ملكة كندا، وهو مكتب «كندي حقًا» و «مستقلة تمامًا عن ملكة المملكة المتحدة وعوالم الكومنولث الأخرى.» بناءً على نصيحة رئيس الوزراء الكندي، يعين الملك ممثلًا فيدراليًا نائبًا للملك - وهو الحاكم العام لكندا (حاليًا جولي باييت) - والذي يُسمح له، منذ عام 1947، بممارسة جميع الامتيازات الملكية للملك تقريبًا، على الرغم من وجود بعض الواجبات التي يجب أن يؤديها الملك على وجه التحديد (مثل الموافقة على مشاريع قوانين معينة).

## السلطة التنفيذية
يُعرّف الدستور الحكومة على أنها الملكة تعمل بناءً على نصيحة مجلسها الخاص. ومع ذلك، نادرًا ما يجتمع مجلس الملكة الخاص - الذي يتألف في الغالب من أعضاء سابقين في البرلمان، وكبار قضاة المحكمة العليا، وغيرهم من كبار السن من رجال الدولة - بشكل كامل. نظرًا لأن نصوص الحكومة المسؤولة تتطلب أن يكون أولئك الذين يقدمون المشورة المباشرة للعاهل والحاكم العام بشأن كيفية ممارسة الامتياز الملكي مسؤولين أمام مجلس العموم المنتخب، فإن العملية اليومية للحكومة لا توجه إلا من خلال مجموعة فرعية من مجلس الملكة الخاص تتكون من أفراد يشغلون مقاعد في البرلمان. يشار إلى هذه الهيئة المكونة من كبار وزراء التاج باسم مجلس الوزراء.
تتمثل إحدى الواجبات الرئيسية للملك في ضمان وجود حكومة ديمقراطية دائمًا، والتي تتضمن تعيين رئيس وزراء لرئاسة مجلس الوزراء بعد ذلك. وبالتالي، يجب على الحاكم العام أن يعين رئيسًا للوزراء الشخص الذي يحمل ثقة مجلس العموم؛ من هو، عمليًا، زعيم الحزب السياسي الذي يشغل مقاعد أكثر من أي حزب آخر في تلك الغرفة (حاليًا الحزب الليبرالي، بقيادة جاستن ترودو). في حالة عدم حصول حزب معين على الأغلبية في المجلس الأعلى، فسوف يدعو الحاكم العام زعيم حزب واحد - إما الحزب الذي يتمتع بأكبر عدد من المقاعد أو الذي تدعمه أحزاب أخرى - لتشكيل حكومة أقلية. وبمجرد أن يؤدي نائب الملك اليمين، يتولى رئيس الوزراء منصبه حتى يستقيل أو يُقيل من قبل الحاكم العام، إما بعد اقتراح بحجب الثقة أو هزيمة حزبه في انتخابات عامة.
يتبع الملك والحاكم العام عادة النصيحة شبه الملزمة لوزرائهم. ومع ذلك، فإن الامتياز الملكي ينتمي إلى التاج وليس إلى أي من الوزراء، الذين يحكمون فقط «في الأمانة» للملك والذين يجب عليهم التنازل عن سلطة التاج مرة أخرى إليه عند فقدان ثقة المشاعات، عندها يقوم الحاكم العام بتنصيب حكومة جديدة يمكنها الاحتفاظ بثقة الغرفة الدنيا. قد تستخدم الشخصيات الملكية والنائبة هذه السلطات من جانب واحد في حالات الأزمات الدستورية الاستثنائية.  يمكن للسياسيين في بعض الأحيان أن يحاولوا استغلال تعقيد العلاقة بين الملك ونائب الملك والوزراء والبرلمان لصالحهم، فضلاً عن عدم إلمام الجمهور العام بهذه العلاقة.

## السلطة التشريعية
يُعد برلمان كندا برلمان من مجلسين ويقع مبناه في العاصمة القومية في أوتاوا. يستدعي الحاكم العام ويعين كل من أعضاء مجلس الشيوخ البالغ عددهم 105 بناءً على مشورة رئيس الوزراء، بينما يتم انتخاب أعضاء مجلس العموم البالغ عددهم 338 مباشرة من قبل المواطنين الكنديين، مع كل عضو تمثيل دائرة انتخابية واحدة لفترة يحددها القانون لا تزيد عن أربع سنوات؛ ينص الدستور على خمس سنوات كحد أقصى.
وفقًا للتقاليد الديمقراطية، فإن مجلس العموم هو الفرع المهيمن في البرلمان، وعلى هذا النحو، نادرًا ما يعارض مجلس الشيوخ والتاج إرادته. وبالتالي، يقوم مجلس الشيوخ بمراجعة التشريعات من وجهة نظر أقل حزبية.

## السلطة القضائية
السيادة مسؤولة عن تحقيق العدالة لجميع رعاياها، وبالتالي فهي تعتبر تقليديًا منبع العدالة. ومع ذلك، فهي لا تحكم شخصيا في القضايا القضائية؛ وبدلاً من ذلك، يتم أداء الوظائف القضائية للامتياز الملكي في أمانة وباسم الملكة من قبل ضباط محاكم صاحبة الجلالة.
المحكمة العليا الكندية، لديها تسعة قضاة يعينهم الحاكم العام بناءً على توصية من رئيس الوزراء ويقودهم رئيس قضاة كندا، وتستمع إلى الاستئنافات من القرارات الصادرة عن محاكم الاستئناف المختلفة (المقاطعات الإقليمية والفدرالية).
تنظر المحكمة الفيدرالية في القضايا الناشئة بموجب مجالات معينة من القانون الفيدرالي، وتعمل جنبًا إلى جنب مع محكمة الضرائب الكندية.

## الفيدرالية
سلطات البرلمانات في كندا محدودة بموجب الدستور، الذي يقسم القدرات التشريعية بين الحكومة الفيدرالية وحكومات المقاطعات. بشكل عام، لا يجوز للمجالس التشريعية الإقليمية سوى تمرير القوانين المتعلقة بالموضوعات المخصصة لها صراحةً من قبل الدستور، مثل التعليم، والمسؤولين الإقليميين، والحكومة البلدية، والمؤسسات الخيرية، و «المسائل ذات الطبيعة المحلية أو الخاصة فقط،» بينما أي مسألة لا تخضع للسلطة الحصرية للهيئات التشريعية الإقليمية تدخل في نطاق سلطة البرلمان الاتحادي.
وبالتالي، يمكن للحكومة الفيدرالية وحدها تمرير القوانين المتعلقة، من بين أمور أخرى، بالخدمة البريدية والتعداد السكاني والعسكري والقانون الجنائي والملاحة والشحن وصيد الأسماك والعملة والمصارف والأوزان والمقاييس والإفلاس وحقوق التأليف والنشر وبراءات الاختراع والأمم الأولى، والتجنس.
في بعض الحالات، قد تكون السلطات القضائية الفيدرالية والإقليمية أكثر غموضًا. على سبيل المثال، ينظم البرلمان الاتحادي الزواج والطلاق في العام، في حين أن احتفال ينظم الزواج إلا من خلال المجالس التشريعية المحلية. وتشمل الأمثلة الأخرى صلاحيات كل من البرلمانات الفيدرالية والإقليمية لفرض الضرائب، واقتراض الأموال، ومعاقبة الجرائم، وتنظيم الزراعة.

## الثقافة السياسية

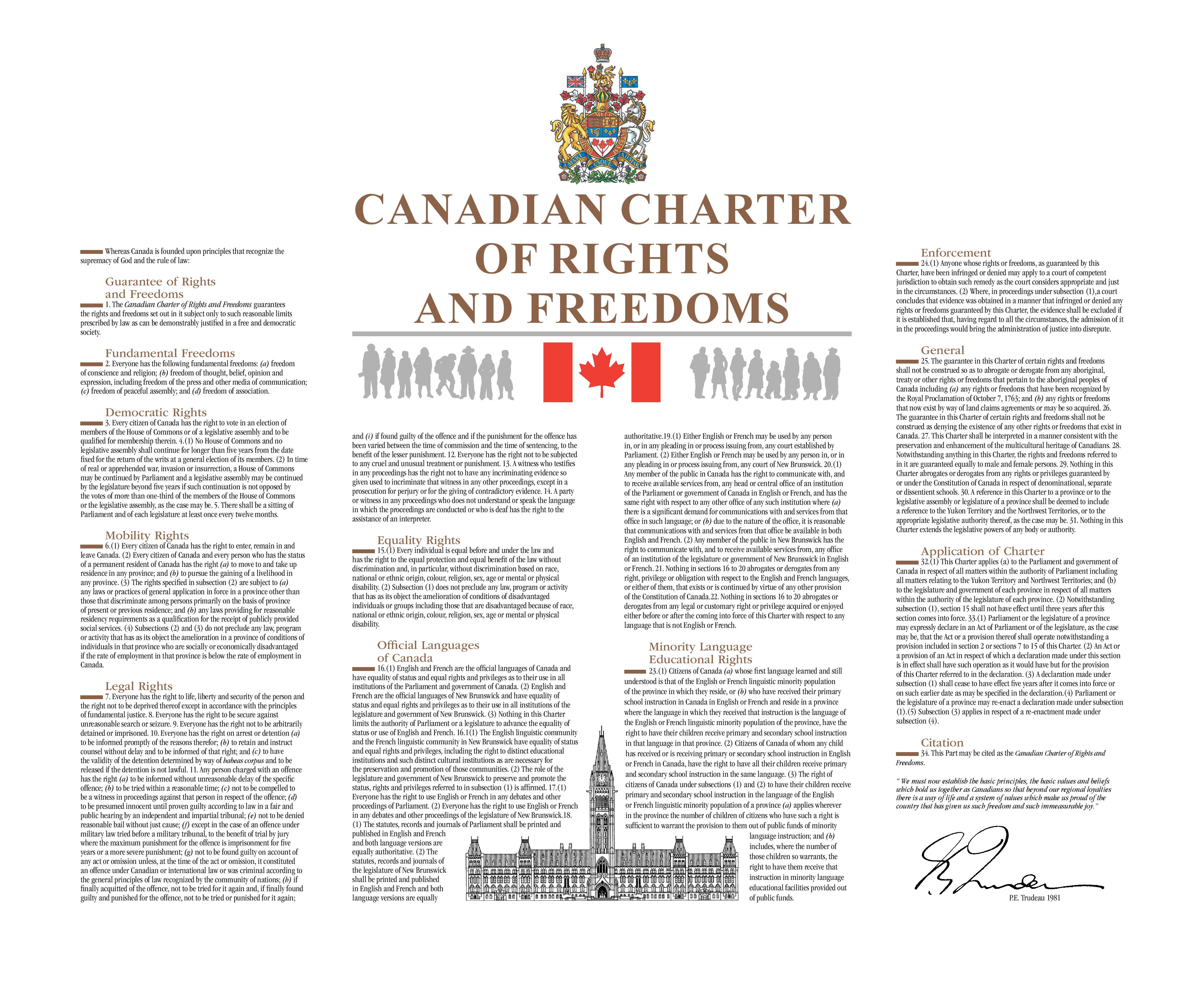
نسخة من الميثاق الكندي للحقوق والحريات

كان التركيز على الليبرالية والعدالة الاجتماعية عنصرًا مميزًا في الثقافة السياسية الكندية. برزت الحقوق الفردية والمساواة والشمولية (أي مجتمع عادل) في طليعة الأهمية السياسية والقانونية لمعظم الكنديين، كما يتضح من خلال: دعم الميثاق الكندي للحقوق والحريات؛ اقتصاد حر نسبيًا. والمواقف الليبرالية الاجتماعية تجاه حقوق المرأة، والمثلية الجنسية، وحقوق الإجهاض، والقتل الرحيم، وتعاطي الحشيش، وغيرها من حركات المساواة. وبالمثل، هناك شعور بالمسؤولية الجماعية في الثقافة السياسية الكندية، كما يتضح من الدعم العام للرعاية الصحية الشاملة والتعددية الثقافية والمساعدات الخارجية والبرامج الاجتماعية الأخرى. السلام والنظام والحكم الرشيد، إلى جانب وثيقة الحقوق الضمنية هي المبادئ التأسيسية للحكومة الكندية.
على المستوى الاتحادي، هيمن كندا من قبل اثنين نسبيا- الوسط الأطراف ممارسة «السياسة الوساطة:» والذي يمثل يسار الوسط الحزب الليبرالي من كندا ويمين الوسط حزب المحافظين في كندا (أو ما سبقه). فيما يتعلق بالطيف السياسي الكندي، فإن الليبراليين المهيمنين تاريخياً وضعوا أنفسهم بشكل أو بآخر في الوسط، حيث يجلس المحافظون على يمينهم ويحتل الديمقراطيون الجدد اليسار الآخر.
كما تمكنت الأحزاب الصغيرة، مثل حزب الخضر في كندا والكتلة القومية في كيبيك، من ممارسة نفوذها على العملية السياسية من خلال التمثيل على المستوى الفيدرالي. لم تكن سياسات اليمين المتطرف واليسار المتطرف، من حيث السياسة الكندية، قوة بارزة في المجتمع الكندي.
أشارت استطلاعات الرأي إلى أن الكنديين بشكل عام ليس لديهم فهم قوي للتربية المدنية. وقد تم الافتراض أن هذا هو نتيجة لقلة الاهتمام بالموضوع في مناهج التعليم الإقليمية، ابتداء من الستينيات. بحلول عام 2008، أظهر استطلاع للرأي أن 24% فقط من المستجيبين يمكنهم تسمية الملكة كرئيسة للدولة.
وبالمثل، كتب السناتور لويل موراي قبل خمس سنوات أن «التاج أصبح غير ذي صلة بفهم معظم الكنديين لنظام حكومتنا». كما قال جون روبسون من البريد الوطني في عام 2015:

## روابط خارجية
- حكومة كندا (الموقع الرسمي)
- الحسابات العامة في كندا منذ عام 1995
- موقع أرشيف الحكومة كندية على جريدة واي باك تايمز
- الحكومة الفيدرالية